# Fluoruro di tiotionile
Il fluoruro di tiotionile (nome IUPAC: difluoro(solfaniliden)-λ4-solfano) è un composto chimico binario di fluoro e zolfo con valenza mista (2 e 4), avente formula molecolare semistrutturale S=SF2; la sua formula bruta, S2F2, è uguale a quella del difluoruro di dizolfo, del quale quindi è un isomero. Può essere considerato un derivato del fluoruro di tionile (O=SF2) in cui un atomo di ossigeno è stato formalmente sostituito da uno di zolfo, da cui il nome. Lo stato di ossidazione medio dello zolfo nella molecola è (0+2)/2 = +1, come nell'isomero F-S-S-F.

## Preparazione
Il fluoruro di tiotionile può essere ottenuto dalla reazione tra dicloruro di dizolfo (Cl-S-S-Cl) con fluoruro di potassio a circa 150 °C o con fluoruro di mercurio(II) a 20 °C:
{\displaystyle {\ce {S2Cl2 \ + \ 2 KF -> SSF2 \ + \ 2 KCl}}}
Un'altra possibile preparazione è la reazione del trifluoruro di azoto (NF3) con lo zolfo:
{\displaystyle {\ce {NF3\ +\ 3S->SSF2\ +\ NSF}}}
Si forma anche dal difluoruro di dizolfo quando viene a contatto con fluoruri di metalli alcalini.

## Proprietà
Il fluoruro di tiotionile è un gas incolore. Ad alte temperature e alte pressioni, si decompone in tetrafluoruro di zolfo (SF4) e zolfo:
{\displaystyle {\ce {2 SSF2 -> SF4 \ + \ 3 S}}}
Con acido fluoridrico (HF) forma tetrafluoruro di zolfo e acido solfidrico (H2S):
{\displaystyle {\ce {SSF2\ +\ 2HF->SF4\ +\ H2S}}}